# خواستنی (ترانه ایگی آزیلیا)
«خواستنی» (به انگلیسی: Fancy) تک‌آهنگی از رپر استرالیایی ایگی آزالیا به‌همراهٔ خوانندهٔ انگلیسی چارلی ایکس‌سی‌ایکس می‌باشد که در ۱۷ فوریهٔ سال ۲۰۱۴ از سوی دف جم رکوردینگز به‌عنوان چهارمین تک‌آهنگ نخستین آلبوم استودیویی آزیلیا تحت عنوان کلاسیک جدید (۲۰۱۴) منتشر گردید. «خواستنی» در جدول‌های کانادا، نیوزیلند، در رتبه اول و در چارت‌های، اسکاتلند، بریتانیا و استرالیا جزو ده ترانه اول قرار گرفت.